# Yitzhak Olshan
Yitzhak Olshan (hébreu : יצחק אולשן) né le 19 février 1895 à Kaunas et mort le 5 février 1983 à Jérusalem est un juriste israélien ainsi que le deuxième président de la Cour suprême d'Israël.

## Biographie
Olshan est né à Kaunas dans l'Empire russe (appartenant aujourd'hui à la Lituanie) en 1895 et immigre en Palestine ottomane en 1912. Au cours de sa jeunesse, il adhère à la Légion juive ainsi qu'à la Haganah. Il étudie l'histoire du Moyen-Orient et le droit à l'Université de Londres de 1923 à 1927. Après avoir complété avec succès ses études, il retourne en Palestine travailler en tant qu'avocat où il représente le Yichouv devant le mandat britannique des autorités palestiniennes.
En 1948, il devient l'un des cinq premiers juges de la Cour suprême de l'état d’Israël nouvellement créé. Il est chargé d'enquêter sur l'économie des Forces de défense israéliennes (FDI) et le Comité central des élections de la deuxième Knesset.
Il est nommé vice-président permanent de cette Cour le 11 décembre 1953, puis prend la présidence le 1er août 1954, succédant à son premier président Moshe Smoira. 
Son mandat est particulièrement marqué par l'organisation en 1954-55 du procès de l'affaire Lavon (où il participe en tant que chef de la commission d'enquête Olshan-Dori en compagnie de Yaakov Dori, président du Technion et ancien chef d'état-major de Tsahal), par le procès de Rudolf Kastner au cours des mêmes années (dont la décision est finalement annulée par la cour suprême en 1958), et le procès d'Adolf Eichmann, criminel de guerre nazi responsable de la logistique de la « solution finale » en 1961.
Il prend sa retraite le 19 février 1965 alors qu'il venait d'atteindre 70 ans (remplacé par Shimon Agranat), et exerce par la suite le rôle de président du Conseil de presse d’Israël, dont l'objectif est d'évaluer l'éthique des médias. Il occupe ce poste jusqu'en 1978. 
Il est décédé le 5 février 1983 à Jérusalem, quelques jours avant son 88e anniversaire.